# Casimir Pereira
Casimir Pereira (* 4. März 1954) ist ein ehemaliger seychellischer Sprinter.

## Karriere
Pereira nahm an den Olympischen Sommerspielen 1980 in Moskau teil. Er trat im 200 m Sprint an, sowie in der 4 × 100-m-Staffel mit Vincent Confait, Régis Tranquille und Marc Larose und in der 4 × 400-m-Staffel mit Confait, Tranquille, Larose und Arthure Agathine. Die Teams schieden jeweils in den Vorläufen aus.